# オーバードライヴ (2013年の映画)
『オーバードライヴ』（原題: Snitch）は、2013年にアメリカ合衆国で公開されたクライム・アクション映画。原題の「Snitch」とは「密告者」を指す英語。アメリカ合衆国で実際に起こった出来事をもとに制作されている。

## ストーリー
運送会社を営むジョンのもとに、別れた妻と共に暮らす18歳の息子が、麻薬の密売容疑で逮捕されたとの報せが届く。それを信じられないジョンは、息子に逮捕までの経緯を聞き、ことの真相を知ることになる。
それは、売人の疑いをかけられた息子の友人が自身の罪を軽くするために、犯罪者を密告すれば刑が軽くなるという司法取引制度を利用し、息子を犯罪者に仕立て上げたというものだった。
当然、ジョンは息子を助けるために奔走するが、最早どうする事も出来ずにいた。そこで彼は、連邦検事のキーガンと取引をし、なんと自らが麻薬の運び屋として組織に近づき、息子の刑を軽くするため麻薬の売人を密告するという危険な試みを実践する。
こうして麻薬カルテル内に潜入することとなったジョンだが、次第に彼は大きな犯罪へと巻き込まれてしまい、自らの命すら危険にさらされてしまうのだった。

## キャスト
※括弧内は日本語吹替
- ジョン・マシューズ - ドウェイン・ジョンソン（楠大典）

運送会社の社長。大学2年の時に父親になった。
- クーパー - バリー・ペッパー（岩田安宣）

麻薬捜査官。ジョンの手助けをする。
- ダニエル・ジェームズ - ジョン・バーンサル（西凜太朗）

ジョンの会社の従業員。麻薬売買で2回逮捕されたことがある。
- ジョアン・キーガン - スーザン・サランドン（帆足桃子）

検事。子供はいない。
- マリーク - マイケル・K・ウィリアムズ（荒井勇樹）

麻薬密売人。ダニエルとは元仕事仲間。麻薬の売人の中でも大物。
- ジェイソン・コリンズ - ラフィ・ガヴロン

ジョンとシルヴィーの息子。18歳。友人により事件に巻き込まれる。ただし、友人のアマンダの父親の医療用の麻薬をくすねて吸ったことがある。
- シルヴィー・コリンズ - メリーナ・カナカレデス

ジョンの元妻。父親に出ていかれて荒れた過去がある。
- アナリサ - ナディーン・ヴェラスケス

ジョンの現妻。
- エル・トポ - ベンジャミン・ブラット

麻薬組織のボス。元メキシコ民兵。最後は逮捕される。
- ヴァネッサ - リーラ・ローレン

ダニエルの妻。
- ベニチオ - J・D・パルド
- ジェイ・プライス - デヴィッド・ハーバー
- ジェフリー・スティール - ハロルド・ペリノー